# Valentim José da Silveira Lopes
Valentim José da Silveira Lopes (Lisboa, 13 de setembro de 1830 – 1915) foi um médico brasileiro.
Pai da escritora Júlia Lopes de Almeida. Doutorado em medicina pela Faculdade de Medicina da Bahia em 1867, defendendo a tese “Do Cholera”. Foi eleito membro da Academia Nacional de Medicina em 1893, ocupando a Cadeira 19, que tem Manuel Vitorino como patrono.